# Ploča (Bosilegrad)
Pour les articles homonymes, voir Ploča.
Ploča  (en serbe cyrillique : Плоча) est un village de Serbie situé dans la municipalité de Bosilegrad, district de Pčinja. Au recensement de 2011, il comptait 49 habitants.

## Démographie

### Évolution historique de la population
| 1948 | 1953 | 1961 | 1971 | 1981 | 1991 | 2002 | 2011 |
| ---- | ---- | ---- | ---- | ---- | ---- | ---- | ---- |
| 389  | 404  | 374  | 353  | 265  | 148  | 100  | 49   |

|  |